# Државни секретар
Државни секретар (енгл. Secretary of State / State Secretary) титула је државног званичника којем су поверене различите дужности у разним политичким системима.

## Историја
Дужност државног секретара родила се када државним поглаварима, односно државним управљачима/вођама, за одређене послове нису више били довољни њихови приватни поверљиви саветници, названи секретарима, него им је било нужно придати и формалну државну дужност, ради јачања ауторитета у односима спрам трећих.
У европским монархијама почели су да се јављају од друге половине 16. века. Француски краљ Анри II Валоа пребацује 1547. године део својих послова на званичника који добија титулу секретар за заповеди и финансије (фр. secrétaire des commendements et des finances), а од 1558. године му мења назив у државни секретар (фр. secrétaire d'État). У Енглеској име државни секретар (енгл. State Secretary) јавља се поткрај владавине краљице Елизабете I Тјудор. У Папској држави папа Павле V Боргезе је свом кардиналу нећаку 1605. године доделио титулу државног секретара, док је папа Иноћентије X Памфили, сузбијајући непотизам, дужност државног секретара први пут доделио кардиналу који није био папин нећак. У Француској је након рестаурације краљевства титула државног секретара обједињена са титулом министра у министар државни секретар, што су касније прихватиле још неке државе, нпр. Сардинско краљевство те његова следбеница Италија.

## Државни секретар у рангу шефа/председника владе

### Света столица
Државни секретар Његове светости првосвештеника (обично називан кардинал државни секретар) председа Државним секретаријатом Свете столице, дикастеријем Римске курије које помаже папи у обављању његове универзалне мисије. Кардинал државни секретар је први папин сарадник у управљању универзалном Католичком црквом, примарно одговоран за дипломатске и политичке активности Свете столице, а по потреби заступа и самог поглавара Католичке цркве.

## Државни секретар у рангу министра

### Уједињено Краљевство Велике Британије и Северне Ирске
У Уједињеном Краљевству титулу државног секретара носе готово сви чланови Владиног Кабинета (најпознатији изузетак је канцелар Шаховнице, што је традиционална титула министра финансија). Формално гледано, посреди је један те исти државни секретар, али његове овласти и титула распоређени су на чланове Кабинета, што је једна од типичних енглеских специфичности. Понекад се користи и титула први државни секретар, искључиво за потпредседника Владе.

### Сједињене Америчке Државе
У Сједињеним Државама државни секретар је највиши званичник Владе након председника САД и четврта особа по рангу (након председника САД, потпредседника САД и говорника Представничког дома Конгреса САД), па преузима вођење Држава у случају истовремене спречености или смрти прва три званичника. Он је и чувар Великог државног печата САД. Организује и надзире Државни секретаријат Сједињених Америчких Држава те Спољну службу САД (енгл. United States Foreign Service), насталу 1924. године обједињавањем Дипломатске службе и Конзуларне службе (државна је агенција у надлежности Државног секретаријата, али није његов део). Стога је државни секретар САД истовремено и министар спољних послова (што је једини део његове дужности који се перципира изван Држава).

### Италија
У Италијанској Републици министри с лисницом су министри државни секретари (титула се користи иако није предвиђена Уставом). Помоћници министра су такође политички, а не административни (управни) званичници, са титулом државног подсекретара; надређени су генералним директорима, који су административни званичници.

## Државни секретар у рангу доминистра или помоћника министра
У више европских земаља државни секретар је члан шире владе, политички званичник који помаже министру, односно преузима директну координацију дела ресорних послова. У Шпанији, на пример, државни секретари су политички званичници, потчињени министру; надређени су генералним директорима, који су административни званичници.

## Државни секретар у рангу начелника

### Швајцарска
Савезни савет (Бундесрат) додељује титулу државног секретара административним званичницима на челу урēдā који одржавају директне односе са иностранством.